# Денієл Джервіс
Денієл Джервіс (англ. Daniel Jervis, 9 червня 1996) — британський плавець.